# Bryum botterii
Bryum botterii là một loài rêu trong họ Bryaceae. Loài này được C. Mohr ex Müll. Hal. mô tả khoa học đầu tiên năm 1874.